# Euryophion meridionalis
Euryophion meridionalis är en stekelart som först beskrevs av Morley 1912.  Euryophion meridionalis ingår i släktet Euryophion och familjen brokparasitsteklar. Inga underarter finns listade i Catalogue of Life.